# Litevská vlajka

Litevská vlajka
Poměr stran: 3:5

Litevská státní vlajka
Poměr stran: 3:5

Litevská námořní válečná vlajka
Poměr stran: 1:2

Vlajka Litvy je tvořena listem o poměru stran 3:5 se třemi horizontálními pruhy: žlutým, zeleným a červeným. Vlajka pochází z roku 1918, poslední změna je z roku 2004 kdy byl však změněn pouze poměr stran.
Existuje několik výkladů symboliky barev, které vychází z přírodních a litevských hodnot. Žlutá symbolizuje slunce ale též pšenici, litevské zemědělské bohatství a získanou svobodu, zelená louky, lesy, rodnou zem ale i víru, červená barva pak představuje krev Litevců prolitou za národní nezávislost a jejich odvahu na této cestě nebo také suverénní moc, udatnost a lásku k vlasti.
Druhá státní (historická) vlajka s červeným listem a rytířem Vytisem je stále vyvěšena na třech místech (Královský palác ve Vilniusu, hrad Trakai a Muzeum války Vytautase Velikého v Kaunasu) a na vybraných místech v určité dny.

Rozměry litevské vlajky
Vlajka litevského prezidenta Poměr stran: 3:4

## Historie
První státy vznikaly na území dnešní Litvy již v 10.–13. století. Roku 1240 se sjednotily do Litevského velkoknížectví. V letech 1386–1569 měla Litva personální unii s Polskem (tzv. Krevská unie). První zmínky o litevských praporech pochází z bitvy u Grunwaldu (1410), kde litevsko-polsko-ruská vojska porazila Řád německých rytířů. Litevské praporce měly být červené, s vyobrazením legendárního rytíře Vytise s taseným mečem, sedícím na koni.
Po uzavření lublinské unie (1569) se Litevské velkovévodství stalo až do roku 1795 de facto provincií Polska. Užívaly se však symboly s rytířem Vytisem. Roku 1795 byla Litva připojena k Rusku jako Litevská gubernie.
Za I. světové války byla země v letech 1915–1918 okupována Německem. Po říjnové revoluci v Rusku roku 1917 byla 18. února 1918 vyhlášena nezávislá Litevská republika. Vlajkou se měla původně stát historická vlajka s rytířem Vytisem, ale byla negativně spojována s rudými revolučními vlajkami. Odborná heraldická komise ve složení Jonas Basanavičius, Antanas Žmuidžinavičius a Tadas Daugirdas měla proto vybrat barvy vycházející z tradičních litevských výrobků. Výsledkem byla žluto-zeleno-červená trikolóra s vodorovnými pruhy a poměrem listu 2:3.
Tyto barvy převládaly na národních krojích. 19. dubna 1918 návrh schválila Litevská Rada. Tato Rada však schválila jako státní vlaku zároveň i historickou červenou vlajku s rytířem Vytisem na rubové straně (ve zdroji je odlišná od dnešní státní vlajky, obrázek však není), na lícové straně pak byly bílé sloupy dynastie Gediminas. Litva tak měla oficiálně dvě státní vlajky. Lícová strana je dnes základem vlajky Litevské armády.

Litevská vlajka (1918–1940) Poměr stran: 2:3
Rubová strana druhé Litevské vlajky (1918–1940) Poměr stran: 2:3

V prosinci 1918 obsadila Litvu sovětská vojska a 27. února 1919 byla vyhlášena Litevsko-běloruská sovětská socialistická republika. Vlajkou se stala rudý revoluční list bez jakýchkoli symbolů. V dubnu téhož roku obsadila polská armáda Vilnius a Střední Litva se stala opět součástí Polska. Nezávislost Litvy byla obnovena v srpnu 1919, státní symboly z roku 1918 byly obnoveny.
Přestože měla Litva dvě oficiální státní vlajky, ústavy z let 1922 a 1928 zmiňují pouze vlajku s pruhy. Ta byla označována jako národní vlajka, vlajka s rytířem pak jako státní, která měla být užívána litevským prezidentem při zvlášť oficiálních a slavnostních příležitostech.

Vlajka Litevsko-běloruské SSR (1919) Poměr stran: 1:2
Vlajka Střední Litvy (1920–1922) Poměr stran: 5:8

Po podepsání sovětsko-litevské smlouvy o vzájemné pomoci (v říjnu 1939) byly v zemi rozmístěny posádky Rudé armády. Ta začala 14. května 1940 obsazovat celou Litvu. 21. července byla Lidovým sněmem vyhlášena Litevská socialistická republika a 3. srpna byla začleněna do Sovětského svazu pod názvem Litevská sovětská socialistická republika. Od 25. srpna 1940 užívala Litva v rámci Sovětského svazu vlastní státní vlajku, tvořenou červeným listem o poměru stran 1:2, se žlutým nápisem LIETUVOS TSR (Litevská SSR) a zkříženým srpem a kladivem v horním rohu.
Za II. světové války byla Litva v letech 1941–1944 okupována  Německem a patřila pod Říšský komisariát Ostland. Užívaly se tehdejší německé vlajky.
15. července 1953 byla zavedena nová státní vlajka Litevské SSR. Byla tvořena listem o poměru stran 1:2 s třemi vodorovnými pruhy: červeným, bílým a zeleným v poměru 8:1:3. V horním rohu, v červeném pruhu, byla umístěna červená, žlutě lemovaná pěticípá hvězda a pod ní byly zkřížené žluté kladivo se srpem.

Sovětská vlajka v Litvě (1940–1941 a 1944–1955) Poměr stran: 1:2
Vlajka Litevské sovětské socialistické republiky (1940–1941 a 1944–1953) Poměr stran: 1:2
Německá vlajka v Litvě (1941–1944) Poměr stran: 3:5
Sovětská vlajka v Litvě (1955–1980 a  1980–1990) Poměr stran: 1:2
Rubová strana sovětské vlajky v Litvě (1980–1990)
Vlajka Litevské SSR (1953–1988/91) Poměr stran: 1:2
Rubová strana Litevské SSR (1953–1988/91)

V 80. letech 20. století se při uvolňování režimu začaly na různých akcích znovu objevovat žluto-zeleno-červené vlajky z roku 1918. Tlak veřejnosti přiměl prezidium Nejvyššího sovětu Litevské SSR vydat 7. října 1988 vydat usnesení o státní, národní a oblastní symbolice. Dosud zakázané žluto-zeleno-červené vlajky mohly být užívány během mládežnických, sportovních a společenských akcích a při lidových slavnostech. Při ostatních událostech ale stále platila pravidla o užívání vlajky Litevské SSR.
11. března 1990 byla vyhlášena nezávislost Litvy na SSSR a usnesením Nejvyšší rady Litevské republiky byla obnovena platnost historické státní vlajky. Ta byla popsána v dočasné ústavě Litevské republiky v hlavě I., článku 10. Odstín zelené barvy byl určen jako světlejší než historické vlajky a poměr stran byl stanoven na 1:2.

Litevská vlajka (1990–2004) Poměr stran: 1:2

1. září 2004 byl na základě zákona č. IX-2331 z 8. července změněn poměr stran vlajky na 3:5.

## Druhá státní (historická) vlajka
Žluto-zeleno-červená vlajka je užívána jako národní i státní vlajka (viz Vexilologické názvosloví). V roce 2004 byla při změně poměru stran vlajky schválena i vlajka o poměru stran 3:5 s červeným listem a rytířem Vytisem na koni. Tato vlajka je nazývána státní historickou vlajkou a plní funkci státní vlajky. Vlajku navrhli Česlovas Juršėnas (místopředseda Seimasu, litevského parlamentu) a Edmundas Rimša (předseda Komise pro heraldiku).
Dle zákona o vlajce je vlajka stále vyvěšena na třech místech:
- Královský palác ve Vilniusu
- Hrad Trakai
- Muzeum války Vytautase Velikého v Kaunasu

Dále se historická vlajka vyvěšuje na vybraných místech a v určité dny:
- 16. února, v den obnovy Litevského státu na budově domu signatářů v ulici Pilies ve Vilniusu
- 11. března, v den obnovení nezávislosti Litvy, u budovy Seimasu
- 6. července, v den státu (korunovace krále Mindaugase), u rezidence prezidenta republiky
- 15. července, v den bitvy u Grünwaldu, u litevského Ministerstva obrany
- 25. října, v den Ústavy, u budovy Seimasu, na sídle prezidenta a vlády

## Den litevské vlajky
Den litevské vlajky se slaví 1. ledna. Svátek schválil litevský Seimas 3. července 1997. Poprvé se tak den vlajky slavil v roce 1998. 1. ledna 1919 vyvěsil velitel obránců Vilniusu Kazys Škirpa na Gediminasově hradu poprvé litevskou trikolóru. Již 6. ledna však byla vlajka zničena příznivci Lucjana Żeligowského.

## Povinné vyvěšování
Zákonem je stanovena povinnost vyvěšení státní (žluto-zeleno-červené) vlajky od 7:00 do 22:00 ve dnech: 1. ledna, 13. ledna, 16. února, 24. února, 11. března, 14. června, 15. června, 6. července, 15. července, 23. srpna, 25. října, 18. listopadu a 23. listopadu.

## Vlajky litevských krajů

Kraje v Litvě

Litva se od roku 1994 člení na 10 krajů (litevsky apskritys), mn. č. apskritys). Všechny kraje užívají vlastní vlajky o jednotném poměru 5:6.

Alytuský kraj (10) Poměr stran: 5:6
Kaunaský kraj (7) Poměr stran: 5:6
Klaipėdský kraj (1) Poměr stran: 5:6
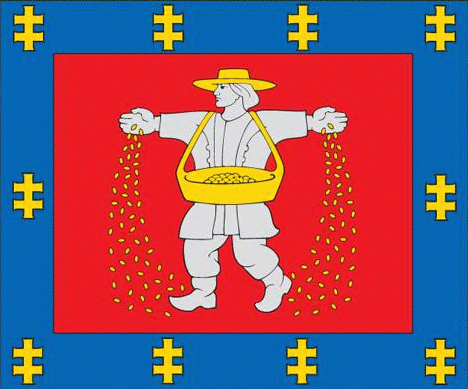
Marijampolský kraj (9) Poměr stran: 5:6
Panevėžyský kraj (4) Poměr stran: 5:6
Šiauliaiský kraj (3) Poměr stran: 5:6
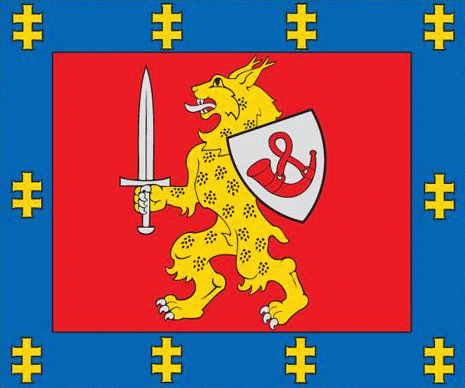
Tauragėský kraj (6) Poměr stran: 5:6
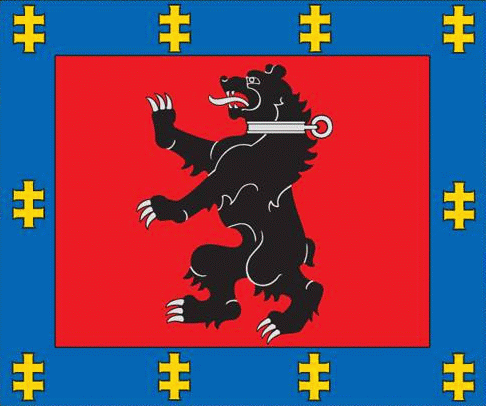
Telšiaiský kraj (2) Poměr stran: 5:6
Utenský kraj (5) Poměr stran: 5:6
Vilniuský kraj (8) Poměr stran: 5:6